# Liska (sommet)
Pour les articles homonymes, voir Liska.
Le mont Liska (en serbe cyrillique : Лиска) est un sommet des monts Zlatibor, un massif situé dans la région de Stari Vlah au sud-ouest de la Serbie. Il s'élève à une altitude de 1 346 m.